# Muara Intan
Muara Intan is een bestuurslaag in het regentschap Rokan Hulu van de provincie Riau, Indonesië. Muara Intan telt 1085 inwoners (volkstelling 2010).